# 張國榮 (企業家)
張國榮，GBS，JP（？—），广東清遠人，香港商人、中共政治人物。

## 生平
張氏任香港建滔集團主席兼主要股東，歷任第十二屆、十三屆、十四屆全國政協委員，香港九龍慈善基金會創會主席、香港廣東社團總會執行主席、香港清遠社團總會主席、香港友好協進會董事會董事暨香港江蘇社團總會榮譽會長、香港大學榮譽院士、香港新民党顧問。

### 事業
張氏家族旗下建滔集團是一個涉及化工、覆铜面板发展至印刷线路板、地产投資、證劵投資等一個數百億港幣投資集團

### 公益事業
多年來，張氏對公益事務投入3億4千萬港元。